# Hadriania craticulata
Hadriania craticulata là một loài ốc biển, là động vật thân mềm chân bụng sống ở biển thuộc họ Muricidae, họ ốc gai.

## Miêu tả
Kích thước vỏ ốc trong khoảng 20 mm và 45 mm

## Phân bố
Loài này phân bố ở Địa Trung Hải dọc theo Maroc.